# 사이타마현 제13구
사이타마현 제13구(일본어: 埼玉県第13区)는 일본의 중의원 선거구이다. 1994년 일본 공직선거법이 개정되면서 신설되었다.

## 지역
- 가스카베시 (옛 가스카베 시 지역)
- 구키시 (옛 구키 시·쇼부 정 지역)
- 하스다시
- 시라오카시
- 고시가야시 (도부 이세사키 선, 국도 4호, 모토아라 강으로 구분되는 지역, 고시가야 시 제17~22, 66투표구역)
  - 오야오타케, 오야다이도, 오야온간, 오야온간아라타, 오야가미마쿠리 976-1075번지, 오야산노미야, 센간다이히가시1-6초메, 오야후쿠로야마 (1-670, 680, 688-695, 700-703, 705-727, 806-810, 838-842, 844-855, 889-898, 953-977, 1022-1080,1163,1188-1190,1219-1676,1678-1716,1719- 1755,1758-1850,2002,2003번지), 오야미나미오기시마 (4014-4094, 4097-4130, 4136-9999번지)
- 미나미사이타마군

2002년 선거구 개편으로 제13구에서 이와쓰키 시 (현 사이타마시 이와쓰키구)가 사이타마 제1구으로 넘어갔다. 2017년에도 선거구 개편으로 사이타마현 제3구에 속했던 고시가야시 일부 지역이 제13구 소속으로 넘어왔다.